# Воден кос
Водният кос или гурлю (Cinclus cinclus) е птица от разред Врабчоподобни с големина колкото скорец. Има шоколадовокафяво оперение. Коремът е по-светъл, а подбедрието, гърдите и гърлото са бели. Няма полов диморфизъм. Младите екземпляри са по-светли. По гръбната страна има пъстри шарки. Долната страна на тялото им е белезникава, напетнена с по-тъмни неправилни петна и вълнообразни ивици. Бялото петно по гърлото и гърдите е слабо изразено.
Водният кос е постоянна птица. Среща се в планините до алпийската зона. В Рила е наблюдаван и на 2800 m н.в.През зимата слиза ниско в предпланинските склонове. Обитава крайбрежия на бързотечащи, пенливи планински потоци и планински езера.
Гнездовият период започва през април. Гнездото се прави в дупки между камъни, под туфи по стръмни брегове, в цепнатини по зидове и мостове. То е изградено от клончета, трева, сухи листа, мъх и лишеи, а вътре е застлано с листа. Снася 4 – 7 чисто бели яйца. Женската мъти яйцата сама от 15 до 18 дни. Малките остават в гнездото 19 – 24 дни и се изхранват от двамата родители. След напускане на гнездото те дълго време се движат на ято. Отглежда по две поколения годишно. През август семействата се разпадат и през зимните месеци се срещат отделни птици.
Водният кос се храни с животинска храна, която лови във водата. Той е отличен плувец и ловко се гмурка под вода. По дъното може да ходи като се закрепя с острите си нокътчета по камъните. Любимата му храна са водни насекоми и техните ларви, ракообразни, охлювчета и попови лъжички. По-рядко лови малки рибки.